# Louis Abadie
Louis Abadie   (1814 - París, 6 de gener de 1859) fou un músic compositor francès.

## Biografia
Abadie era conegut per les seves innombrables cançons (cançons, romanços i balades), que eren molt populars als salons parisencs del segle xix. Va assolir el punt àlgid del seu èxit els anys posteriors al 1848. Cap a finals d'any va publicar discos amb les seves cançons, que van tenir una gran acollida. Malgrat l’èxit de les seves cançons, va buscar durant molt de temps i en va la possibilitat de produir alguna cosa per al teatre. Així, finalment, va caure en la pobresa. Després d'un ictus, va morir deixant tres orfes l'1 de desembre de 1858 a l'Hospital Lariboisière de París.
Dotat de gran imaginació, publicà durant alguns anys, sota la forma d'àlbums, composicions lleugeres i de molt gust, que varen assolir gran èxit. Entre elles es poden citar La Chasseur furtif, Les Feuilles mortes, La Plainte du Musée, Ange du Ciel, D'où viens tu, beau nuage ?, Ce que disent les Roses, Ma Senyora, La Reprouve, L'Archer du Roi, Le Corsarie i Le Sereno, diverses de les quals varen adquirir popularitat fins a quasi primers del segle xx. El 1867 es representà una opereta seva, titulada Les Danseurs de corde.
La Biblioteca Nacional de França estableix el 6 de gener de 1859 com a data de mort a la seva pàgina de dades. Va deixar tres fills.